# جغرافيا دبي
دبي تقع على ساحل الخليج العربي في دولة الإمارات العربية المتحدة وتكون عند مستوى سطح البحر تقريبًا. تشترك إمارة دبي في الحدود مع أبو ظبي في الجنوب، الشارقة في الشمال الشرقي، وسلطنة عمان في الجنوب الشرقي. حتا، إحدى منطقة تابعة للإمارة، تحيط بها من ثلاث جهات عمان وإمارة عجمان (في الغرب) ورأس الخيمة (في الشمال). ويحد الخليج العربي الساحل الغربي للإمارة.

## وصف دبي
تقع دبي مباشرة داخل الصحراء العربية. ومع ذلك، فإن تضاريس دبي تختلف بشكل كبير عن تلك الموجودة في الجزء الجنوبي من دولة الإمارات العربية المتحدة، حيث يتم تسليط الضوء على الكثير من المناظر الطبيعية في دبي من خلال أنماط الصحراء الرملية، في حين تهيمن الصحاري الحصوية على جزء كبير من المنطقة الجنوبية من البلاد. تتكون الرمال في معظمها من القشرة والمرجان المكسرة وهي ناعمة ونظيفة وبيضاء. شرق المدينة، السهول الساحلية ذات القشرة الملحية، والمعروفة باسم السبخة، تفسح المجال لخط من الكثبان الرملية يمتد من الشمال إلى الجنوب. وفي أقصى الشرق، تنمو الكثبان الرملية بشكل أكبر ويشوبها اللون الأحمر أكسيد الحديد.

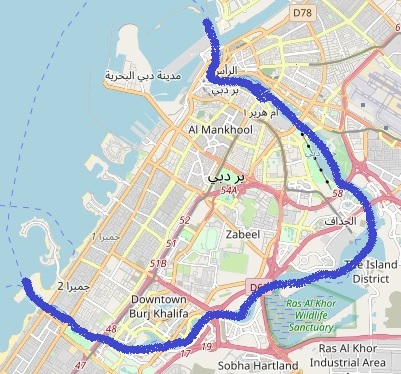
خريطة خور دبي

تفسح الصحراء الرملية المسطحة الطريق إلى جبال الحجر الغربية، والتي تمتد بمحاذاة حدود دبي مع عمان في حتا. تتميز سلسلة الحجر الغربي بمناظر طبيعية قاحلة ومتعرجة ومحطمة، وترتفع جبالها إلى حوالي 1,300 متر (4,265 قدم) في بعض الأماكن. لا يوجد في دبي أي مجاري أنهار طبيعية أو واحات؛ ومع ذلك، فإن دبي لديها مدخل طبيعي، خور دبي، والذي تم تجريفه لجعله عميقًا بما يكفي لمرور السفن الكبيرة من خلاله. يوجد في دبي أيضًا العديد من الوديان وحفر المياه التي تنتشر في قاعدة جبال الحجر الغربية. يغطي بحر شاسع من الكثبان الرملية جزءًا كبيرًا من جنوب دبي ويؤدي في النهاية إلى الصحراء المعروفة باسم الربع الخالي. تقع دبي في منطقة مستقرة جدًا أقرب خط صدع زلزالي، صدع زاغروس، يقع على 200 كيلومتر (124 ميل) من الإمارات العربية المتحدة ومن غير المرجح أن يكون به أي صدع زلزالي. التأثير الزلزالي على دبي. يتوقع الخبراء أيضًا أن احتمالية حدوث تسونامي في المنطقة ضئيلة لأن مياه الخليج العربي ليست عميقة بما يكفي لإحداث تسونامي.

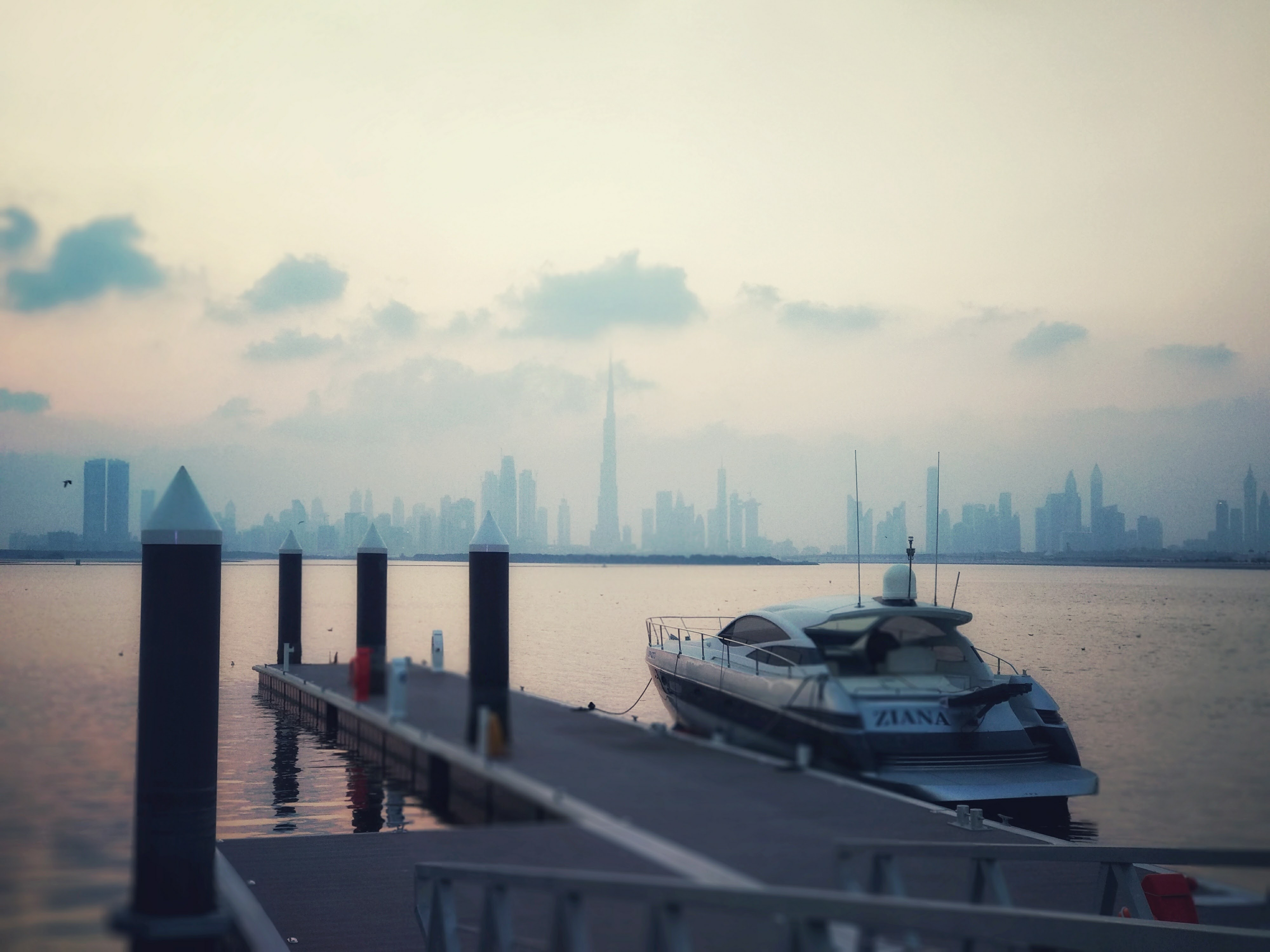
منظر لخور دبي من الميناء

## المناطق الحضرية
يمتد خور دبي من الشمال الشرقي إلى الجنوب الغربي عبر المدينة. يشكل القسم الشرقي من المدينة منطقة ديرة وتحيط به إمارة الشارقة في الشرق وبلدة العوير في الجنوب. يقع مطار دبي الدولي جنوب ديرة، بينما يقع نخلة ديرة شمال ديرة في الخليج العربي. يتركز جزء كبير من الازدهار العقاري في دبي إلى الغرب من خور دبي، على الحزام الساحلي جميرا. يقع كل من ميناء راشد وجبل علي وبرج العرب ونخلة جميرا ومجموعات المناطق الحرة القائمة على مواضيع معينة مثل الخليج التجاري في هذا المشروع. القسم. تشتهر دبي بـ مجمعات الجزر الاصطناعية المنحوتة بما في ذلك أرخبيل جزر النخيل وأرخبيل.

## المناخ
يكون الصيف في دبي حارًا للغاية وطويلًا وعاصفًا ورطبًا، ويبلغ متوسط درجات الحرارة المرتفعة حوالي 41 °م (106 °ف) وتدنيا أثناء الليل حوالي 30 °م (86 °ف) في الشهر الأكثر سخونة، أغسطس. معظم الأيام المشمسة على مدار العام. يكون الشتاء باردًا نسبيًا، على الرغم من أنه معتدل إلى دافئ، بمتوسط درجة حرارة عالية تبلغ 23 °م (73 °ف) وأدنى مستوياتها خلال الليل 14 °م (57 °ف) في يناير، الشهر الأكثر برودة. ومع ذلك، فقد تزايد هطول الأمطار في العقود القليلة الماضية، حيث وصل المطر المتراكم إلى 110.7 مـم (4.36 بوصة) سنويًا. يُعرف فصل الصيف في دبي أيضًا بمستوى الرطوبة المرتفع جدًا، مما قد يجعله غير مريح للغاية للكثيرين الذين يعانون من ارتفاع نقاط الندى بشكل استثنائي في الصيف. يمكن أن تصل قيم مؤشر الحرارة إلى أكثر من 60 °م (140 °ف) في ذروة الصيف. أعلى درجة حرارة مسجلة في دبي هي 48.8 °م (119.8 °ف).
| البيانات المناخية لـDubai (1977–2015 normals) | البيانات المناخية لـDubai (1977–2015 normals) | البيانات المناخية لـDubai (1977–2015 normals) | البيانات المناخية لـDubai (1977–2015 normals) | البيانات المناخية لـDubai (1977–2015 normals) | البيانات المناخية لـDubai (1977–2015 normals) | البيانات المناخية لـDubai (1977–2015 normals) | البيانات المناخية لـDubai (1977–2015 normals) | البيانات المناخية لـDubai (1977–2015 normals) | البيانات المناخية لـDubai (1977–2015 normals) | البيانات المناخية لـDubai (1977–2015 normals) | البيانات المناخية لـDubai (1977–2015 normals) | البيانات المناخية لـDubai (1977–2015 normals) | البيانات المناخية لـDubai (1977–2015 normals) |
| الشهر                                         | يناير                                         | فبراير                                        | مارس                                          | أبريل                                         | مايو                                          | يونيو                                         | يوليو                                         | أغسطس                                         | سبتمبر                                        | أكتوبر                                        | نوفمبر                                        | ديسمبر                                        | المعدل السنوي                                 |
| --------------------------------------------- | --------------------------------------------- | --------------------------------------------- | --------------------------------------------- | --------------------------------------------- | --------------------------------------------- | --------------------------------------------- | --------------------------------------------- | --------------------------------------------- | --------------------------------------------- | --------------------------------------------- | --------------------------------------------- | --------------------------------------------- | --------------------------------------------- |
| الدرجة القصوى °م (°ف)                         | 29.8 (85.6)                                   | 37.5 (99.5)                                   | 41.3 (106.3)                                  | 43.5 (110.3)                                  | 47.0 (116.6)                                  | 47.9 (118.2)                                  | 48.5 (119.3)                                  | 48.8 (119.8)                                  | 45.1 (113.2)                                  | 40.4 (104.7)                                  | 38.0 (100.4)                                  | 31.2 (88.2)                                   | 48.8 (119.8)                                  |
| متوسط درجة الحرارة الكبرى °م (°ف)             | 22.9 (73.2)                                   | 24.4 (75.9)                                   | 27.9 (82.2)                                   | 33.3 (91.9)                                   | 38.7 (101.7)                                  | 40.8 (105.4)                                  | 41.9 (107.4)                                  | 42.3 (108.1)                                  | 38.9 (102.0)                                  | 34.4 (93.9)                                   | 29.6 (85.3)                                   | 25.2 (77.4)                                   | 33.4 (92.0)                                   |
| المتوسط اليومي °م (°ف)                        | 19.1 (66.4)                                   | 20.5 (68.9)                                   | 23.6 (74.5)                                   | 27.5 (81.5)                                   | 31.4 (88.5)                                   | 33.4 (92.1)                                   | 35.5 (95.9)                                   | 35.9 (96.6)                                   | 33.3 (91.9)                                   | 29.8 (85.6)                                   | 25.4 (77.7)                                   | 21.2 (70.2)                                   | 28.1 (82.5)                                   |
| متوسط درجة الحرارة الصغرى °م (°ف)             | 14.3 (57.7)                                   | 15.5 (59.9)                                   | 18.3 (64.9)                                   | 21.7 (71.1)                                   | 25.1 (77.2)                                   | 27.3 (81.1)                                   | 30.0 (86.0)                                   | 30.4 (86.7)                                   | 27.7 (81.9)                                   | 24.1 (75.4)                                   | 20.1 (68.2)                                   | 16.3 (61.3)                                   | 22.6 (72.6)                                   |
| أدنى درجة حرارة °م (°ف)                       | 7.7 (45.9)                                    | 7.4 (45.3)                                    | 11.0 (51.8)                                   | 13.7 (56.7)                                   | 15.7 (60.3)                                   | 21.3 (70.3)                                   | 24.1 (75.4)                                   | 24.0 (75.2)                                   | 22.0 (71.6)                                   | 15.0 (59.0)                                   | 10.8 (51.4)                                   | 8.2 (46.8)                                    | 7.4 (45.3)                                    |
| الهطول مم (إنش)                               | 18.8 (0.74)                                   | 25.0 (0.98)                                   | 22.1 (0.87)                                   | 7.2 (0.28)                                    | 0.4 (0.02)                                    | 0.0 (0.0)                                     | 0.8 (0.03)                                    | 0.0 (0.0)                                     | 0.0 (0.0)                                     | 1.1 (0.04)                                    | 2.7 (0.11)                                    | 16.2 (0.64)                                   | 94.3 (3.71)                                   |
| متوسط أيام هطول الأمطار                       | 5.5                                           | 4.7                                           | 5.8                                           | 2.6                                           | 0.3                                           | 0.0                                           | 0.5                                           | 0.5                                           | 0.1                                           | 0.2                                           | 1.3                                           | 3.8                                           | 25.3                                          |
| ساعات سطوع الشمس الشهرية                      | 251                                           | 241                                           | 270                                           | 306                                           | 350                                           | 345                                           | 332                                           | 326                                           | 309                                           | 307                                           | 279                                           | 254                                           | 3٬570                                         |
| ساعات سطوع الشمس اليومية                      | 8.1                                           | 8.6                                           | 8.7                                           | 10.2                                          | 11.3                                          | 11.5                                          | 10.7                                          | 10.5                                          | 10.3                                          | 9.9                                           | 9.3                                           | 8.2                                           | 9.8                                           |
| المصدر #1: Dubai Meteorological Office        |                                               |                                               |                                               |                                               |                                               |                                               |                                               |                                               |                                               |                                               |                                               |                                               |                                               |
| المصدر #2: UAE National Center of Meteorology |                                               |                                               |                                               |                                               |                                               |                                               |                                               |                                               |                                               |                                               |                                               |                                               |                                               |

## مركز نظم المعلومات الجغرافية ببلدية دبي
الذي يقوم بجمع البيانات والمعلومات الجغرافية الرقمية والوصفية لإمارة دبي وتدقيقها وتحليلها بإستخدام أحدث التقنيات، ويقوم بتصنيف هذه البيانات وحمايتها وحفظها وتطويرها، كما يقوم بتوفير هذه البيانات والمعلومات الجغرافية للجهة التي تحتاجها ولصنّاع القرار على كافة المستويات التنفيذية والتخطيطية والتنظيمية والتشريعية بهدف رفع مستويات الانتاجية وتطوير بيئة الأعمال، كما يقوم المركز بإطلاق العديد من المبادرات والمشاريع الهادفة إلى تحديث البيانات المكانية والخرائط الدقيقة وتوفيرها للجهات الحكومية والشركات والدوائر والأفراد في إمارة دبي.